# Awaé
Pour les articles homonymes, voir Awaé (homonymie).
Awaé est une commune du Cameroun, située dans la région du Centre et le département de la Méfou-et-Afamba, sur un axe central reliant Douala à la frontière avec la République centrafricaine, à 50 km environ de Yaoundé, par la N°10. C'est un grand carrefour dans la région de l'ethnie des Mvele. Elle sert souvent d'aire de repos pour les voyageurs se rendant à Akonolinga, Ayos, ou Lomié vers la frontière, dans la région de l'Est. 

## Population

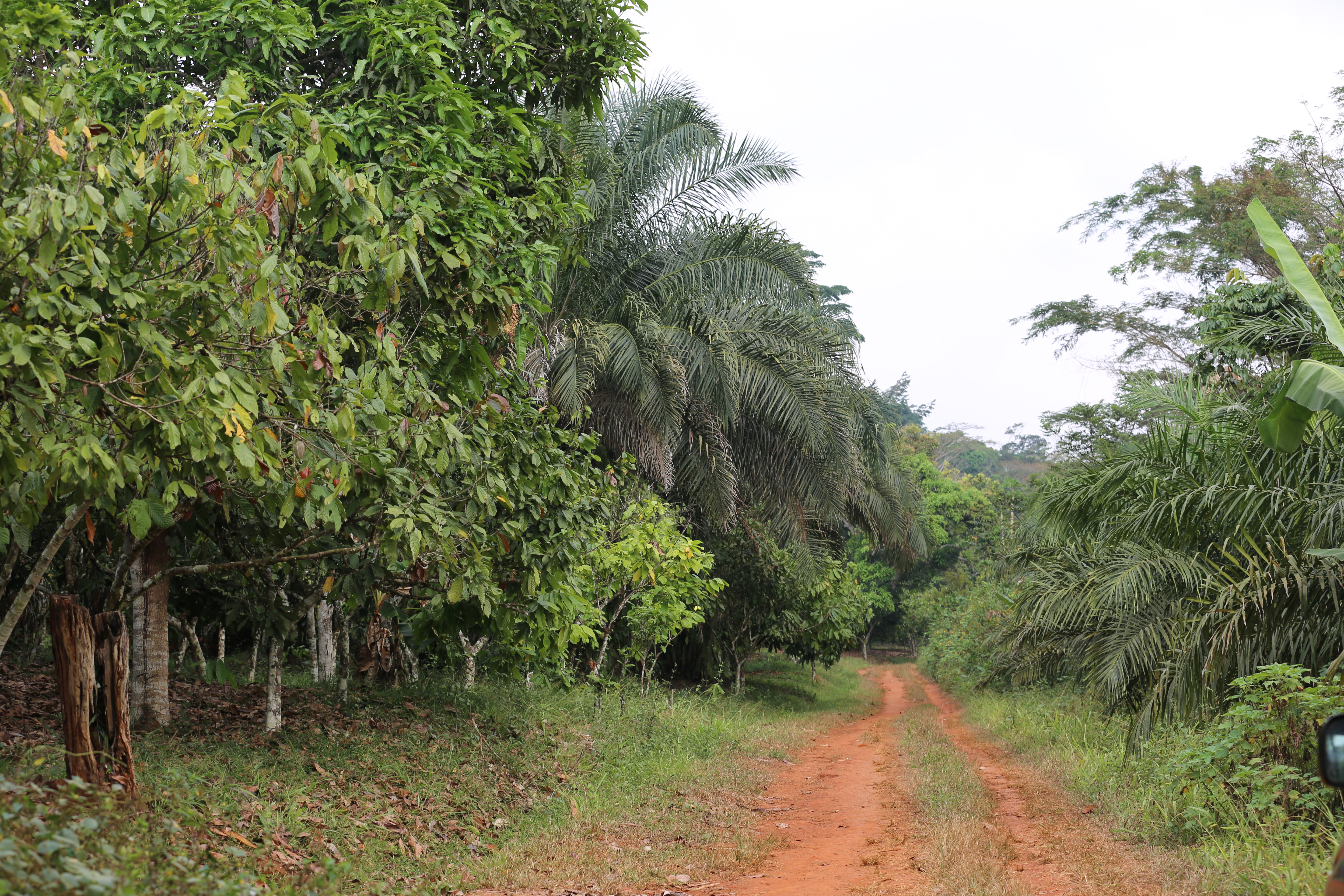
Piste de cacaoyère.

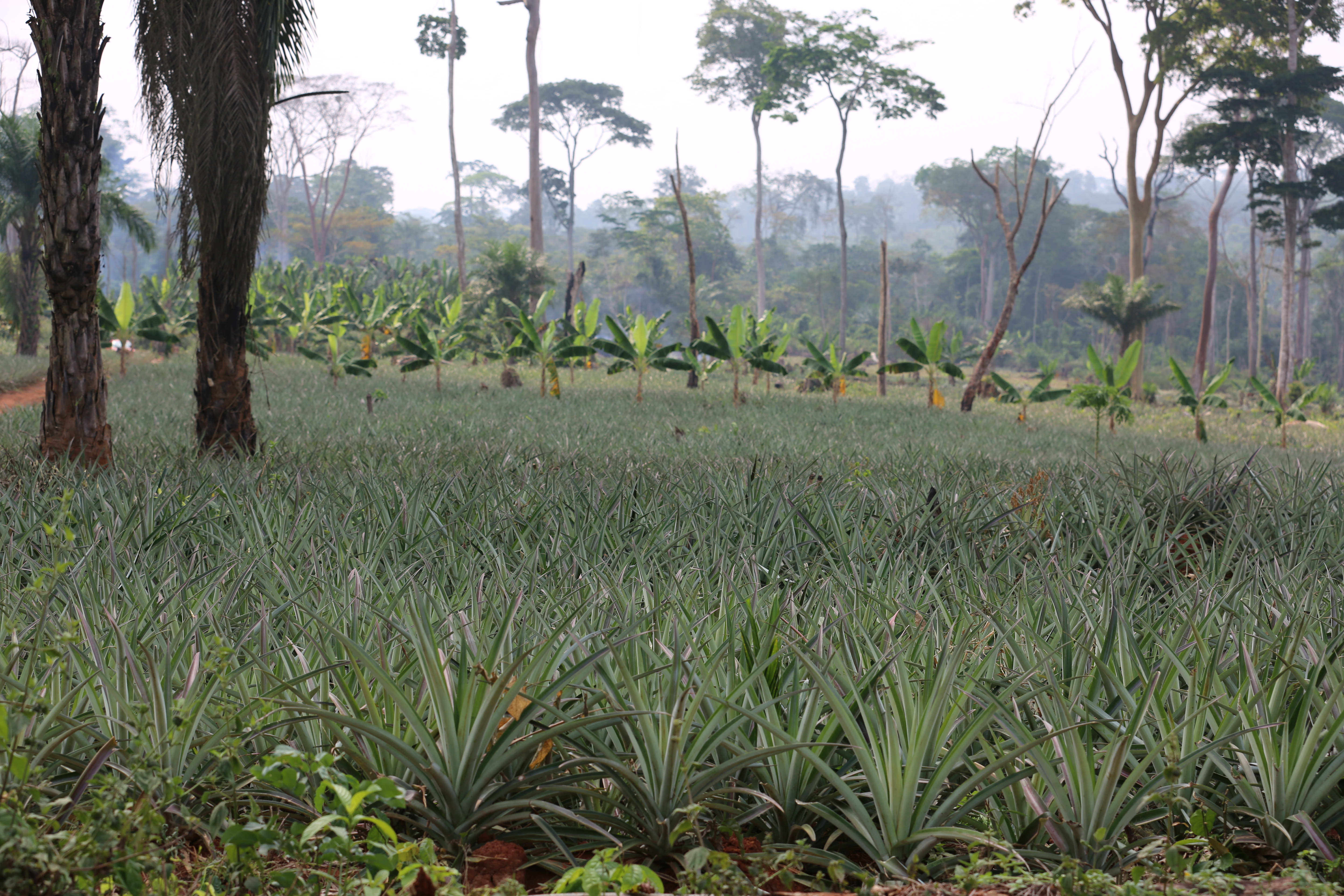
Champ d'ananas.

Lors du recensement de 2005, la commune comptait 15 888 habitants, dont 3 427 pour la ville d'Awaé.
Elle abrite une école internationale d'instruction des forces de Sécurité, considérée comme une école d'élite en matière de maintien de l'ordre en Afrique.
Son quartier le plus célèbre est le Quartier Musulman. Vous pourriez aussi admirer son ancienne mairie de style colonial. L'un des quartiers de la ville fut une ancienne fabrique artisanale de vaisselle en bois, Eba bisua en dialecte Mvele. Deux établissements scolaires participent à la formation des futurs universitaires du pays : le lycée d'Awae et le collège catholique Saint-Joseph de Messa-Mvele.

## Organisation

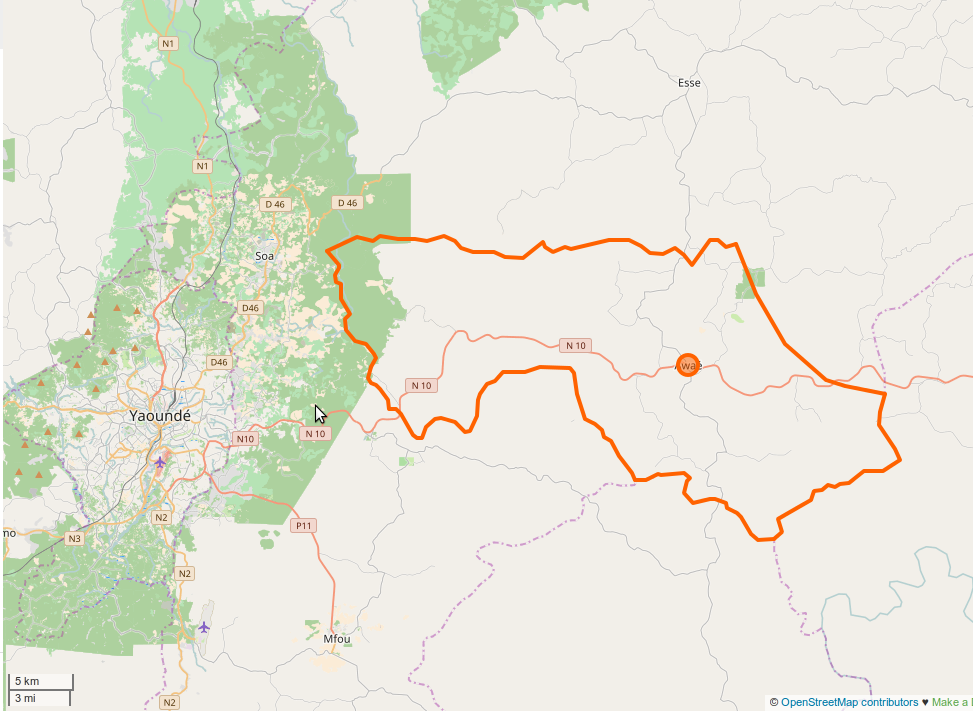

Outre Awaé proprement dit, la commune comprend les villages suivants  :
- Akak
- Akounou
- Ayos
- Bekoudou
- Biviang
- Bivouvoue
- Ebodenkou
- Ebolowa
- Ebolsi
- Ekiembie I
- Ekiembie II
- Essamintsang
- Koukounou
- Libi
- Mbadoumou
- Mbelalen
- Mboun
- Menyoumekombo
- Mewoudou
- Meyo
- Minkomilala
- Minlaba
- Momebelenga I
- Momebelenga II
- Mve I
- Mve II
- Ngat
- Ngoantet
- Nguinda
- Nkolato
- Nkol Ngok
- Nkolnguet
- Nlomakeng
- Nlong
- Odoudouma I
- Odoudouma II
- Offoumenselek I
- Offoumenselek II
- Okekela
- Olela'a
- Oman
- Tom
- Yemessomo
- Zili
- Zouankom